# József Szigeti
József Szigeti (Rákospalota, 19 de marzo de 1921 - Budapest, 24 de septiembre de 2012) fue un filósofo marxista húngaro, galardonado con el premio Baumgarten y miembro de pleno derecho de la Academia Húngara de Ciencias. Sus intereses de investigación son la epistemología, la estética, la historia de la filosofía y la filosofía marxista. Entre 1957 y 1959 fue Viceministro de Cultura, y entre 1959 y 1968 fue director del Instituto de Filosofía de la Academia Húngara de Ciencias.

## Vida personal
Se casó en 1948, siendo su esposa Éva Révész. Tuvieron tres hijos de su matrimonio, uno de los cuales fue Péter Szigeti, filósofo del derecho, doctor en ciencias políticas y jurídicas, y presidente de la Comisión Electoral Nacional.

## Carrera
Se graduó en 1939 y luego se matriculó en la Universidad Pázmány Péter, donde obtuvo una licenciatura en humanidades en 1944, especializándose en húngaro e inglés. Durante sus años universitarios, fue miembro del Eötvös College. Entre 1944 y 1945 estudió en el Collegium Hungaricum de Viena. En 1948, fue becario del British Council en Londres.
Después de regresar a Viena, comenzó a trabajar como profesor de secundaria y en 1946 se trasladó al departamento de filosofía de la Universidad Pázmány Péter, donde permaneció incluso después de que la universidad fuera reorganizada en 1950 y rebautizada como Universidad Eötvös Loránd. Mientras tanto, en 1949 recibió el premio Baumgarten y fue nombrado profesor universitario asociado. En 1961, fue nombrado profesor universitario en el departamento de estética. En 1971 fue nombrado jefe del Departamento de Filosofía N° 1, cargo que ocupó hasta 1990. Se retiró en 1991. Además de su puesto universitario, también trabajó como miembro del personal del Instituto de Filosofía de la Academia de Ciencias de Hungría. En 1959 fue nombrado director del instituto, donde fue confirmado varias veces. Dirigió el instituto hasta 1968.
En 1951 defendió la tesis de su candidato de ciencias filosóficas y en 1959 defendió su tesis doctoral académica. Se convirtió en miembro del Comité de Filosofía y Estética de la Academia de Ciencias de Hungría y más tarde fue incluido en el Comité Social. Fue elegido miembro correspondiente de la Academia Húngara de Ciencias en 1967 y miembro de pleno derecho veinte años después, en 1987. Entre 1960 y 1975 fue miembro de la Internationale Hegel-Gesellschaft. Además, entre 1961 y 1969 fue editor en jefe de la Revista Filosófica Húngara (Magyar Filozófiai Szemle). Posteriormente, fue incluido en el consejo editorial del Archivo de Escritores Filosóficos (Filozófiai Írók Tára).
Entre 1957 y 1959 fue Viceministro de Cultura del llamado "Gobierno Obrero y Campesino Revolucionario Húngaro". Durante su labor ministerial, participó activamente en el reemplazo, depuración y destitución de quienes apoyaron la revolución en la vida académica posterior a la revolución de 1956. Fue conoció por ser actuar como crítico de Georg Lukács en el llamado "debate revisionista".

## Obra filosófica y legado
József Szigeti cultivó su obra científica con la reivindicación de la unidad dialéctica del pensamiento lógico e histórico, es decir, implica la validación mutua de los dos elementos. Como bien destacó la prensa luego de su muerte:

"Su resultado filosófico decisivo fue que trascendió los aspectos externos de forma-materia-contenido y creó la unidad de la forma significativa y el material que se formó y se convirtió en contenido real. De esto derivó el arte como la exhibición sensual de la materia humana, y las categorías centrales del pensamiento científico, el multinivel ontológico - en problemas lógico-epistemológicos, también en la aclaración del contenido ideológico de los símbolos matemáticos".
"Döntő filozófiai eredménye, hogy a forma-matéria-tartalom külsőleges vonatkozásait meghaladva a tartalmas forma és a megformált, valódi tartalommá vált matéria egységét teremtette meg. Ebből vezette le a művészetet, mint emberi matériák érzéki megjelenítését, s a tudományos gondolkodás törzskategóriáit, a többszintű ontológiai-logikai-gnoszeológiai problémákban, a matematikai szimbólumok eszmei tartalma tisztázásában is".

Es reconocido por ser el fundador de la estética del marxismo-leninismo en Hungría. Asimismo, discutió profundamente las diferencias entre la lógica dialéctica, formal y formalizada, las diferentes formas de negación, los principios de la identidad dialéctica y el principio de no contradicción.

## Selección de obras
- Útban a valóság felé (1948)
- A szellemtörténeti újjáértékelés nyitánya: a magyar liberalizmus bírálata (1952)
- Egyetemi előadások a filozófia történetéről a görögöktől Hegelig (1955, 1959)
- Hegel-emlékkönyv; szerk. Szigeti József; Akadémiai, Bp., 1957
- Irodalmi tanulmányok (1959)
- A Marx előtti filozófia története. 2. r. A középkori filozófia története; ELTE, Bp., 1959
- Filozófia történet 1. r. 1. évf. délelőtti és levelező hallgatók részére; MKKE, Bp., 1959
- Bevezetés a marxista esztétikába 1.; ELTE, Bp., 1961
- Denis Diderot – une grande figure du matérialisme militant du XVIIIe siècle (1962)
- A magyar szellemtörténet bírálatához (1964)
- Bevezetés a marxista-leninista esztétikába I–II. (1964–1966, 1971)
- Esztétikai kislexikon; főszerk. Szigeti József; Kossuth, Bp., 1969
- A tudományos gondolkodás forradalma (1984)
- Racionalizmus és irracionalizmus dialektikája (1991)
- Azonosság és Nem-azonosság Azonossága (1998)
- The Identity of the Identity and Non-Identity (1999)
- Intellektuális önéletrajzom. A szellemi ébredezéstől a társadalmi hivatásra ébredésemig 1921–1948. (2000)
- Párttevékenységem és Lukács Györggyel való együttműködésem kezdete – Ezredvég, IX. évfolyam, 8. szám – 1999. augusztus – Hozzáférés: 2013. június 22.
- A mai élet erkölcse – recenzió Prohászka Lajos könyvéről – Magyarok, 1945. szeptember, I. évfolyam 3. szám, 140–142. p. – In: Prohászka Lajos: A mai élet erkölcse – Kísérő írás – XXVIII–XXXI. p. – Hozzáférés: 2013. augusztus 10.